# Vorthbach
Der Vorthbach ist ein rechter Nebenfluss der Boye im Ruhrgebiet. Er ist 4,1 Kilometer lang und entwässert ein Gebiet von 7,19 km². Der Bach verläuft vollständig auf Bottroper Stadtgebiet. Er ist nach dem Spechtsbach der zweitlängste rechte Nebenfluss der Boye.

## Verlauf
Der Vorthbach entspringt im Stadtteil Fuhlenbrock, nahe der Grenze zum Oberhausener Stadtgebiet. Er fließt durch den Stadtgarten und am Bottroper Bahnhof Nord vorbei, parallel zu der dazugehörigen Güterbahnverbindung. Im Eigen mündet er nahe dem Stenkhoffbad in die Boye.

## Geschichte
Nachdem der Bach jahrzehntelang als Köttelbecke gedient und das Abwasser der Region geführt hatte, begann die Emschergenossenschaft mit der Renaturierung. Der erste Abschnitt wurde bereits im Jahre 2002 fertiggestellt. Der Umbau wurde im Rahmen des Projekts Umbau des Emschersystems im Jahr 2011 abgeschlossen. Seit der Neugestaltung dienen große Abschnitte als Naherholungsgebiet, das mit einem parallel verlaufenden Rad- und Wanderweg ausgestattet wurde.